# Mao-spontex
O termo Mao-spontex (ou "maoísmo libertário", "anarco-maoísmo") designa uma corrente política no encontro do marxismo e do movimento libertário, na Europa ocidental nos anos 1960 e 1970. Este neologismo é um termo guarda-chuva derivado de "maoísta" e "espontaneísta". Quanto à forma "spontex", ela é uma alusão pejorativa à esponja de cozinha da marca francesa Spontex.

## Definição e Ideologia
Esta corrente política nasceu, na França, na sequência dos acontecimentos de Maio de 1968. Em junho de 68, os enfrentamentos violentos se deslocam dos meios estudantis para as grandes concentrações de operários e se tornam, sobretudo, letais. Em 10 de junho, nos arredores das fábricas Renault de Flins, Gilles Tautin,um secundarista da UJC(ml)- União dos Jovens Comunistas marxistas-leninistas, uma organização de juventude maoísta -, se afoga no Sena tentando fugir de um ataque da polícia de choque francesa. No dia 11 de junho, na fábrica Peugeot de Sochaux, a polícia de choque mata Pierre Beylot, serralheiro, com uma bala de nove milímetros. Conta-se também um outro trabalhador, Henri Blanchet, que morreu caindo de um muro. A violência desses enfrentamentos marcará a evolução futura desta corrente política.     

Um Mao quase anarquista?

### Uma identidade composta
O conceito "mao-spontex" é uma articulação inédita de retórica maoísta, de obreirismo anti-intelectualista, de aspirações libertárias e de práticas movimentistas de ação direta herdadas do anarcossindicalismo francês. Como precisa Serge July na revista Esprit, ele é ao mesmo tempo autoritário e libertário.
Ele constrói sua identidade política específica, na juventude em especial, sobre a ênfase anti-autoritária, e nas fábricas sobre a revindicação anti-hierárquica (através das lutas contra os "pequenos chefes" e a patronal).
Os mao-spontex instrumentalizam a "revolução cultural" chinesa que apresentam abusivamente como uma revolta espontânea de jovens guardas vermelhos em assalto ao aparelho do Estado e do Partido comunista, apresentado como corrompidos pela burocracia. Em sua narrativa autobiográfica, Claire Brière-Blanchet fala do assunto nestes termos: "Não estávamos longe de imaginar um Mao rebelde solitário em simbiose com o povo da China, um Mao quase anarquista!".
Será preciso esperar em 1971 e o livro "Os novos hábitos do presidente Mao" do sinólogo belga Simon Leys para que apareça, inclusive nas fileiras dos militantes europeus, a verdadeira natureza da "Grande revolução cultural proletária": uma luta sem piedade pelo controle do poder entre facções rivais, iniciada pelo próprio Mao, colocado em minoria no aparato dirigente do Partido Comunista Chinês.
Na cena grupuscular da época, os maôs se opõem radicalmente aos "marxistas-leninistas", maoístas dogmáticos alinhados com as posições chinesas e chamados pelos spontex de "os ossificados".

### Ativismo
O militantismo mao-spontex se articula em torno de slogans-conceitos como "Rebelar-se é justo!", "Ousar lutar, ousar vencer!", ou ainda "Lá aonde há opressão, há resistência". Esta corrente se caracteriza por:
- uma crença na "espontaneidade revolucionária das massas";
- uma revolta anti-autoritária e anti-hierárquica radical;[8]
- práticas de ação direta;
- ativismo intenso;
- um ilegalismo coletivo e reivindicado;
- uma oposição frontal aos Partidos comunistas pró-soviéticos como "revisionistas";
- a recusa da construção grupuscular de uma auto-proclamada vanguarda, núcleo do futuro "verdadeiro" Partido comunista e, em consequência, uma "imersão nas massas";
- a impulsão de grupos, mais ou menos estruturados, sobre temáticas específicas: movimento de libertação das mulheres, Frente homossexual de ação revolucionária, Grupo de informação sobre as prisões, Grupo Informação Asilos, movimentos de trabalhadores imigrados, Frente de Liberação dos Jovens, imprensa de contra-informação, etc.

Entre outras correntes políticas, os "mao-spontex" contribuem nos anos 1960-1970 no surgimento do que os sociólogos chamarão "novos movimentos sociais". Nos anos 1970, seu combate não é apenas político, mas também ideológico, cultural, econômico e social.
Na cena midiática, os "mao-spontex" instrumentalizam a notoriedade dos intelectuais. Na França, especialmente, em que oscilam entre uma grande intelectualidade (laços, por exemplo, com Althusser, Sartre, Foucault, grande interesse por Lacan), um desprezo dos intelectuais (aspecto "populista de esquerda" na relação com os trabalhadores, especialmente) e uma certa fascinação pelo discurso violento.

## Grupos

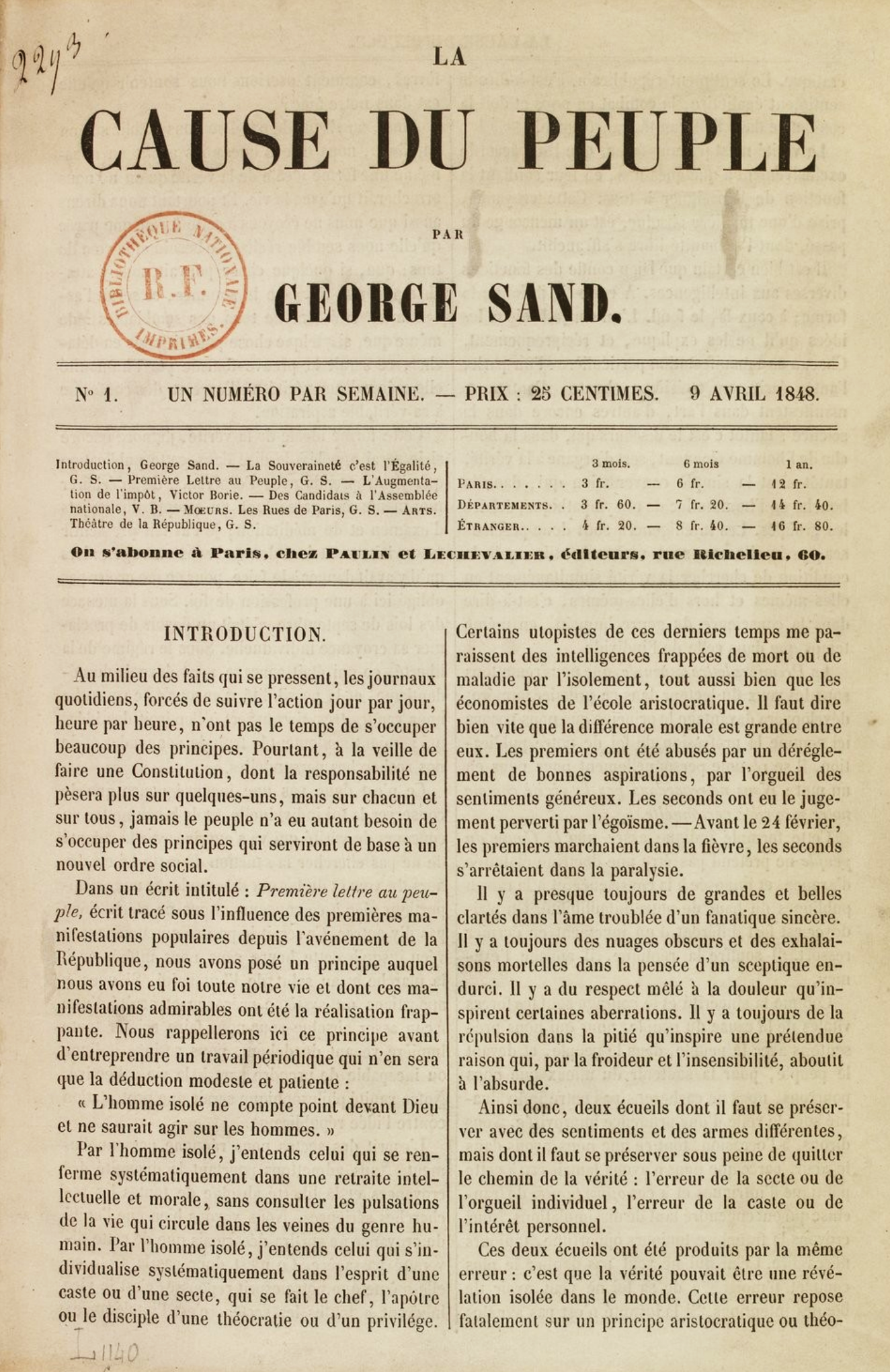
Jornal "La Cause du peuple" (trad. "A causa do povo"), da Gauche prolétarienne.

Entre os grupos de renome do chamado maoísmo libertário, estão a Gauche Prolétarienne, da França, e  Lotta Continua, da Itália, extintos, respectivamente, em 1973 e 1972.